# Tomokazu Harimoto
Tomokazu Harimoto (張本 智和, Harimoto Tomokazu, (Sendai, 27 juni 2003)) is een Japans tafeltennisser. Hij wordt beschouwd als een van de beste tafeltennissers. Hij speelt rechtshandig en maakt gebruik van de Shakehand-stijl. Op het WK 2017 bereikte hij het kwartfinale maar verloor van Xu Xin 1-4. Harimoto is enkelvoudig jeugd-wereldkampioen (2016). Vlak voor zijn 13e jaar versloeg de Japanse vele topspelers, waaronder Timo Boll en wereldkampioenen Ma Long en Fan Zhendong.
Harimoto heeft een jongere zus, Miwa, die ook tafeltennis speelt. Zijn ouders zijn van Chinese afkomst en verhuisden vijf jaar voor zijn geboorte naar Japan. In 2018 staat hij op de achtste plaats in de ITTF-wereldranglijst, zijn beste positie was plaats 6 in augustus 2018.

## Erelijst
Belangrijkste resultaten:
- Winnaar Jeugd-wereldkampioenschap enkelspel en landenteams 2016
- Vijfde plaats Azië Cup 2018

Enkelspel:
- Gouden medaille, Tsjechië Open, 2017
- Zilveren medaille, Indië Open, 2017
- Bronzen medaille, China Open, 2017
- Eerste plaats, Japan Open, 2018
- Derde plaats, Bulgarije Open, 2018
- Bronzen medaille, Australië Open, 2018

Dubbelspel:
- Zilveren medaille, Jeugd-wereldkampioenschappen, 2016
- Zilveren medaille, China Open, 2017
- Zilveren medaille, halve finale, Duitsland Open, 2017, 2018